# Street punk
Street punk é uma uma variação do punk rock surgida no final da década de 1970 na Inglaterra com bandas como o Sham 69 (considerada como os pais do estilo), Cockney Rejects, Cock Sparrer, The 4-Skins e outras. O Streetpunk/Oi! era basicamente um punk rock vindo dos subúrbios, tinha como ideal ser uma revitalização do punk agressivo, realista, das ruas, sem a comercialização e a suavização da new wave. Era a música que, segundo Gary Bushell, unia "punks, skins e toda a juventude sem futuro".
A designação do streetpunk pelo termo Oi! foi originado no início da década de 1980 pelo jornalista britânico Garry Bushell, termo esse retirado da música dos Cockney Rejects "Oi! Oi! Oi!". Porém, a subcultura já existia desde o final dos anos 1970, liderada por diversas bandas. A palavra oi! na gíria cockney, tem o mesmo significado da saudação oi! em português.
O Streetpunk/Oi! foi associado ao fascismo e ao neonazismo, pois muitos skinheads neonazistas ouviam esse tipo de som e iam aos shows. Porém, várias bandas iniciais do estilo como Cockney Rejects, Sham 69, The Oppressed, The Redskins entre outras, se declararam publicamente contra essa associação. Jeff Turner, vocalista do Cockney Rejects, em sua autobiografia, descreve um incidente em que os membros da banda e seus roadies se envolveram em uma briga contra membros do British Movement num dos primeiros shows do Cockney Rejects. O Sham 69 parou durante um tempo de tocar ao vivo, depois que um concerto em 1978 no Middlesex Polytechnic foi interrompido por white powers simpatizantes do National Front que quebraram o palco. Com o passar do tempo, os skinheads neonazistas se ligaram mais ao RAC do que ao Streetpunk/Oi!.

## Streetpunk/Oi! no Brasil
A popularidade do termo foi obscurecida na primeira metade da década de 1980. Musicalmente houve participações de duas bandas no festival punk O Começo do Fim do Mundo em São Paulo, que foi registrada com as músicas "Faces da Morte" do Dose Brutal e "Careca" do Neuróticos, no álbum gravado nesse festival.
O termo voltou a se tornar popular no começo da década de 1990 e atualmente é utilizado com diversos significados: exclusivamente como nome do estilo musical; como referência a punks ditos "verdadeiros", que não estariam a seguir um modismo, punks ligados a grupos sem inclinação político-partidária.